# Zhang Peimeng
Zhang Peimeng (張培萌S, Zhāng PéiméngP; 13 marzo 1987) è un ex velocista cinese.

## Palmarès
| Anno | Manifestazione      | Sede           | Evento      | Risultato  | Prestazione | Note                                     |
| ---- | ------------------- | -------------- | ----------- | ---------- | ----------- | ---------------------------------------- |
| 2007 | Universiadi         | Bangkok        | 100 m piani | Argento    | 10"30       |                                          |
| 2007 | Universiadi         | Bangkok        | 4×100 m     | Bronzo     | 39"30       |                                          |
| 2008 | Giochi olimpici     | Pechino        | 4×100 m     | Finale     | dq          |                                          |
| 2009 | Campionati asiatici | Canton         | 100 m piani | Oro        | 10"28       |                                          |
| 2009 | Campionati asiatici | Canton         | 4×100 m     | Argento    | 39"07       |                                          |
| 2013 | Mondiali            | Mosca          | 100 m piani | Semifinale | 10"00       | Record nazionale                         |
| 2013 | Mondiali            | Mosca          | 4×100 m     | Batteria   | 38"95       |                                          |
| 2014 | Mondiali indoor     | Sopot          | 60 m piani  | Semifinale | 6"70        |                                          |
| 2014 | Giochi asiatici     | Incheon        | 100 m piani | 4º         | 10"18       |                                          |
| 2014 | Giochi asiatici     | Incheon        | 200 m piani | Semifinale | 22"74       |                                          |
| 2014 | Giochi asiatici     | Incheon        | 4×100 m     | Oro        | 37"99       | Record asiatico                          |
| 2015 | Campionati asiatici | Wuhan          | 100 m piani | Argento    | 10"15       |                                          |
| 2015 | Campionati asiatici | Wuhan          | 4×100 m     | Oro        | 39"04       |                                          |
| 2015 | Mondiali            | Pechino        | 100 m piani | Batteria   | 10"13       | Miglior prestazione personale stagionale |
| 2015 | Mondiali            | Pechino        | 4×100 m     | Argento    | 38"01       |                                          |
| 2016 | Giochi olimpici     | Rio de Janeiro | 100 m piani | Batteria   | 10"36       |                                          |
| 2016 | Giochi olimpici     | Rio de Janeiro | 4×100 m     | 4º         | 37"90       |                                          |
| 2017 | World Relays        | Nassau         | 4×100 m     | Bronzo     | 39"22       |                                          |
| 2017 | Mondiali            | Londra         | 4×100 m     | 4º         | 38"34       |                                          |